# Аксёно-Бутырский сельский округ
Аксёно-Бутырский сельский округ — упразднённая административно-территориальная единица, существовавшая на территории Ногинского района Московской области в 1994—2006 годах.
Аксёновский сельсовет был образован в первые годы советской власти. По данным 1919 года он входил в состав Шаловской волости Богородского уезда Московской губернии.
В 1923 году к Аксёновскому с/с был присоединён Бутырский с/с.
21 апреля 1924 года Аксёновский с/с был передан в новую Пригородную волость.
В 1926 году Аксёновский с/с был переименован в Аксёно-Бутырский сельсовет.
В 1926 году Аксёно-Бутырский с/с включал деревни Аксёнки и Бутырки.
В 1929 году Аксёно-Бутырский сельсовет вошёл в состав Богородского района Московского округа Московской области. При этом к нему был присоединён Ивановский с/с.
5 ноября 1929 года Богородский район был переименован в Ногинский.
17 июля 1939 года к Аксёно-Бутырскому с/с было присоединено селение Алексеевка упразднённого Тимоховского с/с.
14 июня 1954 года к Аксёно-Бутырскому с/с были присоединены Каменско-Дранишниковский и Шаловский сельсоветы.
22 июня 1954 года из Аксёно-Бутырского с/с в Афанасово-Шибановский сельсовет было передано селение Пушкино, а в Колонтаевский сельсовет были переданы селения Алексеевка и Кашино.
8 августа 1957 года к Аксёно-Бутырскому с/с были присоединены селения Алексеевка, Кашино, Колонтаево и Шульгино упразднённого Колонтаевского с/с. Одновременно из Аксёно-Бутырского с/с в Афанасово-Шибановский были переданы селения Борилово, Дранишники, Каменка, Новые Псарьки, Подвязново, Старые Псарьки и посёлок радиоцентра.
16 июля 1959 года к Аксёно-Бутырскому с/с были присоединены Ельнинский и Загорновский с/с. Одновременно из Аксёно-Бутырского с/с в Кудиновский были переданы селения Марьино, Нестерово и Тимково, а в административное подчинение рабочему посёлку Обухово были переданы селение Шалово, посёлки Ногинской ЛМС и ЦРМ.
1 февраля 1963 года Ногинский район был упразднён и Аксёно-Бутырский с/с вошёл в Орехово-Зуевский сельский район. 11 января 1965 года Аксёно-Бутырский с/с был возвращён в восстановленный Ногинский район.
28 января 1977 года центр Аксёно-Бутырского с/с был перенесён в селение Новое Подвязново.
3 февраля 1994 года Аксёно-Бутырский с/с был преобразован в Аксёно-Бутырский сельский округ.
17 мая 2004 года из Аксёно-Бутырского с/о в черту города Ногинска был передан посёлок Ямские Леса.
В ходе муниципальной реформы 2004—2005 годов Аксёно-Бутырский сельский округ прекратил своё существование как муниципальная единица. При этом его населённые пункты были переданы частью в городское поселение Ногинск, а частью в сельское поселение Аксёно-Бутырское.
29 ноября 2006 года Аксёно-Бутырский сельский округ исключён из учётных данных административно-территориальных и территориальных единиц Московской области.